# Bryopsidaceae
Bryopsidaceae, porodica zelenih algi smještena u red Bryopsidales, jedini u podredu Bryopsidineae. najvažniji rod je Bryopsis, po kojem su i porodica i red dobili ime.

## Rodovi
1. Bryopsidella Feldmann ex H.Rietema, 2 vrste
2. Bryopsis J.V.Lamouroux, 59 vrsta
3. †Jaffrezocodium B.Granier, 1 vrsta
4. Lambia Delépine, 1 vrsta
5. Pseudoderbesia E.Calderon & R.Schnetter, 2 vrste
6. Trichosolen Montagne, 11 vrsta